# Щербаково (Казань)
Щербаково (Щербаковка, тат. Чарбаку, Çarbaqu) — бывшая деревня и жилой массив-посёлок в Авиастроительном районе Казани, один из самых крайних на севере города.

## География

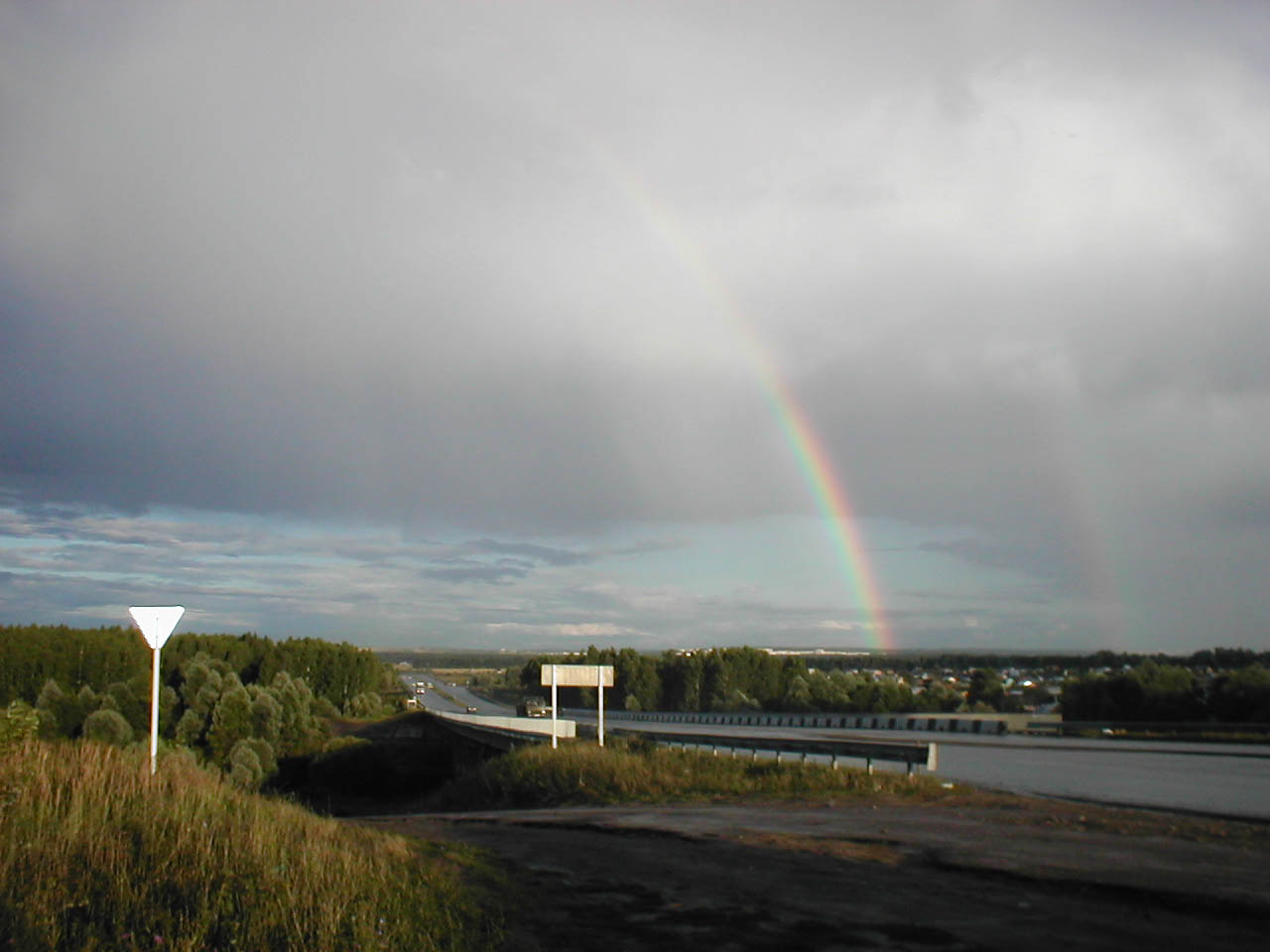
Мост на трассе М-7 через реку Казанка со съездом к Голубым озёрам

Находится в северо-восточной части Авиастроительного района, недалеко от реки Казанка. Севернее находятся река Казанка, Казанская Объездная дорога автомагистрали М7 и т. н. Проточное и Малое Голубые озёра (после асфальтированного съезда на север с моста через Казанку), восточнее — река Солонка и Большое Голубое озеро (после грунтовой дорогои от съезда на юг), южнее — Кадышевский лес, севернее — дачный посёлок, Крутушкинский лес и посёлок Крутушка с санаторием.
В посёлок ходят городской автобус маршрута № 40 (также № 63 неподалёку через развязку на М-7 на посёлок и санаторий Крутушка), и сезонно-садовые.

## История
Известна с конца XVI века. Название происходит от слова «щерба» (уха). По второй ревизии 1728 года, в деревне проживало 60 душ мужского пола, относившихся к сословию дворцовых крестьян.
В начале XX века деревня относилась к приходу села Борисоглебское Каймарской волости. Кроме сельского хозяйства жители деревни занимались кузнечным делом, столярничеством, работали за пределами деревни.
Во время сражений за Казань в августе-сентябре 1918 года в районе деревни некоторое время проходила линия фронта.
С середины XIX века до 1924 года деревня Щербаково входило в Собакинскую (Калининскую) волость Казанского уезда Казанской губернии (с 1920 года — Арского кантона Татарской АССР). С 1924 года в составе Калининской волости Арского кантона Татарской АССР. После введения районного деления в Татарской АССР в составе Воскресенского (Казанского, 1927—1938), Юдинского (1938—1958), Высокогорского (1958—1963, 1965—1998) и Зеленодольского (1963—1965) районов. В 1998 году присоединена к Авиастроительному району Казани.

## Население
| 1881 | 1897   | 1920 | 1926 | 1938 | 1949 | 1958 |
| ---- | ------ | ---- | ---- | ---- | ---- | ---- |
| 166  | ↘153   | ↗190 | ↗226 | ↘225 | ↗300 | ↘204 |
| 1970 | 2000-е |      |      |      |      |      |
| ↘185 | ↗210   |      |      |      |      |      |

## Улицы
- Берёзовая (тат. Каен урамы, Qayın uramı). Начинаясь от Кадышевского леса, пересекает улицу Рабочую и закачивается, не доходя до Казанской объездной дороги.
- Газовая (тат. Газ урамы, Gaz uramı). Начинаясь от пересечения с Центральной и Магистральной улицами, пересекает Лесную, Зелёную, Молодёжную, Дачную/Рабочую и Обочную улицы и закачивается пересечением с Казанской объездной дорогой.
- Дачная (тат. Дачы урамы, Daçı uramı). Начинаясь от Речной улицы, пересекает саму себя, Центральную и Молодёжную улицы и закачивается пересечением с Газовой улицей.
- Зелёная (тат. Яшел урам, Yäşel uram). Начинаясь от Магистральной улицы, закачивается пересечением с Газовой улицей.
- Кадышевская (тат. Кадыш урамы, Qadış uramı). Начинаясь от Кадышевского леса, пересекает улицу Рабочую и закачивается, не доходя до Казанской объездной дороги.
- Лесная (тат. Урман урамы, Urman uramı). Начинаясь от Газовой улицы, пересекает Центральную улицу и закачивается пересечением с Речной улицей.
- Магистральная (тат. Мәгистрәл урамы, Mägisträl uramı). Начинаясь от Газовой улицы, пересекает Берёзовую, Кадышевскую, Магистральную и Садовую улицы и закачивается пересечением с Газовой улицей.
- Молодёжная (тат. Яшьләр урамы, Yäşlär uramı}). Начинаясь от Газовой улицы, закачивается пересечением с Дачной улицей.
- Новая (тат. Яңа урам, Yaña uram). Начинаясь от Центральной улицы, закачивается пересечением с Речной улицей.
- Обочная (тат. Юл чите урамы, Yul çite uramı).
- Ольховая (тат. Зирек урамы, Zirek uramı). Начинаясь от Кадышевского леса, закачивается, не доходя до Казанской объездной дороги.
- Осиновая (тат. Усак урамы, Usaq uramı). Начинаясь от Кадышевского леса, закачивается, не доходя до Казанской объездной дороги.
- Рабочая (тат. ш урамы, Eş uramı). Начинаясь от Основой улицы, пересекает Зелёную и Рабочую улицы и закачивается пересечением с Казанской объездной дорогой.
- Речная (тат. Елга урамы, Yılğa uramı).
- Садовая (тат. Бакча урамы, Baqça uramı). Начинаясь от Зелёной улицы, закачивается пересечением с Рабочей улицей.
- Центральная (тат. Үзәк урам, Üzäk uram). Начинаясь от Газовой улицы, пересекает Новую, Лесную и Дачную улицы и закачивается пересечением с Обочной улицей.

## Транспорт

### Автобус
Автобусы начали ходить в Щербаково не позднее 1990-х годов; тогда в Щербаково начали ходить маршруты № 76 («ДК имени Ленина» — «Щербаково») и № 80 («улица Халитова» — «Щербаково» через Дербышки). Позже к ним добавились маршрут № 30 («Гаврилова»/«1 Мая» — «Щербаково»), № 100к («Крутушка» — «улица Халитова») и сезонный № 180 («Щербаково» — «Приволжский рынок», упразднён до 2007 года).
После ввода новой системы маршрутов общественного транспорта Казани в 2007 году маршруты № 30, 76, 80 и 100к стали соответственно маршрутами №№ 20 («улица 1 Мая» — «АЗС Щербаковка»), № 40 («ДК имени Ленина» — «АЗС Щербаковка»), № 41 («39-й квартал» — «сады Крутушка»), № 50. К 2012 году автобусы № 20 и 41 были переведены в разряд сезонных, а № 50 — упразднён.

## Примечательные объекты
- Голубые озёра и мост через Казанку
- Мост-развязка к посёлкам Кадышево и Крутушка
- Мечеть «Кыйбла»[тат.]